# Campylotropis
Genre
Classification APG III (2009)
Campylotropis est un genre de plantes à fleurs de la famille des Fabacées. Ce sont des arbustes originaires d'Asie orientale.

## Description
Les espèces de Campylotropis sont des arbustes à feuillage caduc.
La fleur, papilionacée, est portée par une courte panicule : elle est unique par bractéole, ce qui distingue le genre du genre Lespedeza où les fleurs sont doubles.

## Distribution
Les espèces du genre sont toutes originaires d'Asie, principalement de Chine.
L'utilisation ornementale de quelques-unes des espèces du genre, principalement de Campylotropis macrocarpa, en ont étendu son aire de répartition à l'ensemble des pays à climat tempéré.

## Nomenclature et systématique

### Historique et position taxinomique
Le genre Campylotropis fait partie de la sous-famille des Faboideae, tribu des Desmodieae, sous-tribu des Lespedezinae.
Nathaniel Wallich, en 1831, dans sa liste, donne comme nom de genre Oxyramphis à Oxyramphis macrostyla (D.Don) Wall., espèce maintenant incluse dans le genre Campylotropis. Mais il n'en produit pas la description. Un exemplaire de la même espèce, collecté aussi par Nathaniel Wallich, avait été décrit en 1825, à tort, dans le genre Crotalaria L. par David Don : Crotalaria macrostyla D.Don
Le genre est décrit en 1835 par Aleksandr Andreïevitch von Bunge à la suite de son voyage en Chine, mais sur la base d'une autre espèce collectée par lui-même .
Quand la description de l'exemplaire de Wallich est réalisée en 1846 par John Lindley, le nom Oxyramphis devient donc un synonyme de Campylotropis.
Pendant toute la suite du XIXe siècle, le genre est considéré comme un synonyme du genre Lespedeza. En particulier, Karl Ivanovitch Maksimovich, en 1873, en fait la section Campylotropis du genre Lespedeza.
En 1912, Anton Karl Schindler élabore une révision complète du genre, indépendant du genre Lespedeza, en y incluant presque toutes les espèces actuelles.
Enfin, en 1997 et 2002, Yu Iokawa et Hiroyoshi Ohashi, sur la base d'études phylogénétiques, réorganisent le genre, en déterminant plusieurs synonymies.

### Liste des espèces
La liste des espèces est issue des index IPNI - The international plant names index et Tropicos - Index du jardin botanique du Missouri à la date de novembre 2011. Les espèces conservées dans le genre sont signalées en gras :
- Campylotropis alata Schindl. (1912) : voir Campylotropis trigonoclada (Franch.) Schindl.
- Campylotropis alba Iokawa & H.Ohashi (1997)
- Campylotropis alopochloa H.Ohashi (1974) : voir Campylotropis alopochroa H.Ohashi
- Campylotropis alopochroa H.Ohashi (1974)
- Campylotropis argentea Schindl. (1912)
- Campylotropis balfouriana (Diels ex Schindl.) Schindl. (1912) : voir Campylotropis trigonoclada (Franch.) Schindl.
- Campylotropis bodinieri Schindl. (1912) : voir Campylotropis macrocarpa var. hupehensis (Pamp.) Iokawa & H.Ohashi
- Campylotropis bonatiana (Pamp.) Schindl. (1912) : voir Campylotropis trigonoclada var. bonatiana (Pamp.) Iokawa & H.Ohashi
- Campylotropis bonii Schindl. (1917) 
  - Campylotropis bonii var. angusticarpa Schindl. (1926)
  - Campylotropis bonii var. stipellata Iokawa & H.Ohashi (2004)
- Campylotropis brevifolia Ricker (1946)
- Campylotropis burmanica H.Ohashi (1974)
- Campylotropis capillipes (Franch.) Schindl. (1912) 
  - Campylotropis capillipes subsp. prainii (Collett & Hemsl.) Iokawa & H.Ohashi (2002)
- Campylotropis chinensis Bunge (1835) : voir Campylotropis macrocarpa (Bunge) Rehder
- Campylotropis cytisoides (Benth.) Miq. (1855) [7]
  - Campylotropis cytisoides fo. parviflora (Kurz) Iokawa & H.Ohashi (2002)
- Campylotropis decora (Kurz) Schindl. (1912)
- Campylotropis delavayi (Franch.) Schindl. (1912)
- Campylotropis diversifolia (Hemsl.) Schindl. (1912)
- Campylotropis drummondii Schindl. (1912)
- Campylotropis eriocarpa (Maxim.) Schindl. (1912) : voir Campylotropis speciosa subsp. eriocarpa (Maxim.) Iokawa & H.Ohashi[8]
  - Campylotropis eriocarpa var. falconeri N.C. Nair (1977) : voir Campylotropis speciosa subsp. eriocarpa (Maximl.) Iokawa & H.Ohashi
- Campylotropis esquirolii Schindl. (1912) : voir Campylotropis henryi (Schindl.) Schindl.
- Campylotropis falconeri Schindl. (1912) : voir Campylotropis meeboldii Schindl.
- Campylotropis filipes Ricker (1946) : voir Campylotropis yunnanensis subsp. filipes (Ricker) Iokawa & H. Ohashi
- Campylotropis franchetiana Lingelsh. & Borza (1914) : voir Campylotropis trigonoclada var. bonatiana (Pamp.) Iokawa & H. Ohashi
- Campylotropis fulva Schindl. (1912)
- Campylotropis giraldii (Schindl.) Schindl. (1912) : voir Campylotropis macrocarpa var. hupehensis (Pamp.) Iokawa & H.Ohashi
- Campylotropis glauca (Schindl.) Schindl. (1912) : voir Campylotropis macrocarpa var. hupehensis (Pamp.) Iokawa & H.Ohashi
- Campylotropis gracilis Ricker (1946) : voir Campylotropis macrocarpa (Bunge) Rehder
- Campylotropis grandifolia Schindl. (1912)
- Campylotropis griffithii Schindl. (1912) : voir Campylotropis macrostyla var. griffithii (Schindl.) H.Ohashi
- Campylotropis harmsii Schindl. (1912)
- Campylotropis henryi (Schindl.) Schindl. (1912)
- Campylotropis hersii Ricker (1946) : voir Campylotropis macrocarpa (Bunge) Rehder
- Campylotropis hirtella (Franch.) Schindl. (1912)
- Campylotropis howellii Schindl. (1914)
- Campylotropis huberi Ricker (1946) : voir Campylotropis macrocarpa (Bunge) Rehder
- Campylotropis ichangensis Schindl. ex Cheng f. (1955) : voir Campylotropis macrocarpa (Bunge) Rehder
- Campylotropis kingdonii H.Ohashi (1974) : voir Campylotropis thomsonii (Benth. ex Baker f.) Schindl.
- Campylotropis latifolia (Dunn) Schindl. (1912)
- Campylotropis longepedunculata Ricker (1946) : voir Campylotropis macrocarpa var. hupehensis (Pamp.) Iokawa & H.Ohashi
- Campylotropis luhitensis H.Ohashi (1976)
- Campylotropis macrocarpa (Bunge) Rehder (1914) 
  - Campylotropis macrocarpa fo. alba (S.Y.Wang) Iokawa & H.Ohashi (2002)
  - Campylotropis macrocarpa var. alba S.Y.Wang (1988) : voir Campylotropis macrocarpa fo. alba (S.Y.Wang) Iokawa & H.Ohashi
  - Campylotropis macrocarpa fo. giraldii (Schindl.) P.Y.Fu (1987) : voir Campylotropis macrocarpa var. hupehensis (Pamp.) Iokawa & H.Ohashi
  - Campylotropis macrocarpa var. giraldii (Schindl.) K.T.Fu ex P.Y.Fu (1987) : voir Campylotropis macrocarpa var. hupehensis (Pamp.) Iokawa & H.Ohashi
  - Campylotropis macrocarpa subsp. hengduanshanensis C.J.Chen (1988)
  - Campylotropis macrocarpa fo. hupehensis (Pamp.) P.Y.Fu (1987) : voir Campylotropis macrocarpa var. hupehensis (Pamp.) Iokawa & H.Ohashi
  - Campylotropis macrocarpa var. hupehensis (Pamp.) Iokawa & H. Ohashi (2002) [9]
  - Campylotropis macrocarpa fo. lanceolata P.Y.Fu (1987)
  - Campylotropis macrocarpa fo. longepedunculata (Ricker) P.Y.Fu (1987) : voir Campylotropis macrocarpa var. hupehensis (Pamp.) Iokawa & H.Ohashi
  - Campylotropis macrocarpa fo. microphylla K.T.Fu ex P.Y.Fu (1987) : voir Campylotropis macrocarpa var. hupehensis (Pamp.) Iokawa & H.Ohashi
- Campylotropis macrostyla (D.Don) Lindl. ex Miq. (1855)
- Campylotropis macrostyla Schindl. (1912) : voir Campylotropis macrostyla (D.Don) Lindl. ex Miq.[10]
  - Campylotropis macrostyla var. griffithii (Schindl.) H.Ohashi (1974) [11]
  - Campylotropis macrostyla var. stenocarpa (Klotzsch) H.Ohashi (1974) [11]
- Campylotropis meeboldii Schindl. (1912)
- Campylotropis mortolana Ricker (1946) : voir Campylotropis macrocarpa (Bunge) Rehder
- Campylotropis muehleana (Schindl.) Schindl. (1912) : voir Campylotropis polyantha (Franch.) Schindl.
- Campylotropis neglecta Schindl. (1912) : voir Campylotropis polyantha var. neglecta (Schindl.) Iokawa & H. Ohashi
- Campylotropis nepalensis Ricker (1946)
- Campylotropis paniculata Schindl. (1912)
- Campylotropis parviflora (Kurz) Schindl. (1912) : voir Campylotropis cytisoides fo. parviflora (Kurz) Iokawa & H.Ohashi
- Campylotropis pauciflora C.J.Chen (1988)
- Campylotropis pinetorum (Kurz) Schindl. (1912) 
  - Campylotropis pinetorum subsp. albopubescens (Iokawa & H.Ohashi) Iokawa & H.Ohashi (2002)
  - Campylotropis pinetorum var. albopubescens Iokawa & H.Ohashi (1997) : voir Campylotropis pinetorum subsp. albopubescens (Iokawa & H.Ohashi) Iokawa & H.Ohashi
  - Campylotropis pinetorum subsp. velutina (Dunn) H.Ohashi (1974)
- Campylotropis polyantha (Franch.) Schindl. (1912) 
  - Campylotropis polyantha fo. leiocarpa (Pamp.) Iokawa & H.Ohashi (2002)
  - Campylotropis polyantha var. leiocarpa (Pamp.) E.Peter (1940) : voir Campylotropis polyantha fo. leiocarpa (Pamp.) Iokawa & H.Ohashi
  - Campylotropis polyantha fo. macrophylla P.Y.Fu (1987)
  - Campylotropis polyantha var. neglecta (Schindl.) Iokawa & H.Ohashi (2002)
  - Campylotropis polyantha fo. souliei (Schindl.) P.Y.Fu (1987)
  - Campylotropis polyantha var. tomentosa P.Y.Fu (1987)
- Campylotropis prainii (Collett & Hemsl.) Schindl. (1912) : voir Campylotropis capillipes subsp. prainii (Collett & Hemsl.) Iokawa & H.Ohashi
- Campylotropis purpurascens Ricker (1946) : voir Campylotropis sulcata Schindl.
- Campylotropis reticulata Ricker (1946) : voir Campylotropis polyantha (Franch.) Schindl.
- Campylotropis reticulata S.S.Chien (1932) : voir Campylotropis polyantha (Franch.) Schindl.
- Campylotropis reticulinervis (Ricker) C.Y.Wu (1984) : voir Campylotropis polyantha (Franch.) Schindl.
- Campylotropis rockii Schindl. (1926) : voir Campylotropis sulcata Schindl.
- Campylotropis rogersii Schindl. (1925) : voir Campylotropis thomsonii (Benth. ex Baker f.) Schindl.
- Campylotropis sargentiana Schindl. (1912) : voir Campylotropis polyantha (Franch.) Schindl.
- Campylotropis schneideri Schindl. (1925) : voir Campylotropis polyantha fo. leiocarpa (Pamp.) Iokawa & H.Ohashi
- Campylotropis sericophylla (Collett & Hemsl.) Schindl. (1912) : voir Campylotropis decora (Kurz) Schindl.
- Campylotropis sessilifolia Schindl. (1912) : voir Campylotropis decora (Kurz) Schindl.
- Campylotropis smithii Ricker (1946) : voir Campylotropis polyantha (Franch.) Schindl.[12]
- Campylotropis souliei Schindl. (1917) : voir Campylotropis polyantha fo. souliei (Schindl.) P.Y.Fu
- Campylotropis speciosa Schindl. (1912) 
  - Campylotropis speciosa subsp. eriocarpa (Schindl.) Iokawa & H.Ohashi (2002)
- Campylotropis splendens Schindl. (1916) : voir Campylotropis thomsonii subsp. splendens (Schindl.) Iokawa & H.Ohashi
- Campylotropis stenocarpa Schindl. (1912)
- Campylotropis sulcata Schindl. (1917)
- Campylotropis tenuiramea P.Y.Fu (1987)
- Campylotropis teretiracemosa P.C.Li & C.J.Chen (1988)
- Campylotropis thomsonii (Benth. ex Baker f.) Schindl. (1912) 
  - Campylotropis thomsonii subsp. splendens (Schindl.) Iokawa & H.Ohashi (2002)
- Campylotropis tomentosipetiolata P.Y. Fu (1987) : voir Campylotropis polyantha (Franch.) Schindl.
- Campylotropis trigonoclada (Franch.) Schindl. (1912) 
  - Campylotropis trigonoclada var. bonatiana (Pamp.) Iokawa & H.Ohashi (2002)
- Campylotropis velutina (Dunn) Schindl. (1924) : voir Campylotropis pinetorum subsp. velutina (Dunn) H.Ohashi
- Campylotropis virgata Miq. (1855)
- Campylotropis wangii Ricker (1946) : voir Campylotropis polyantha (Franch.) Schindl.
- Campylotropis wenshanica P.Y.Fu (1987)
- Campylotropis wilsonii Schindl. (1912)
- Campylotropis yajiangensis P.Y.Fu (1987) : voir Campylotropis wilsonii Schindl.
  - Campylotropis yajiangensis var. deronica P.Y.Fu (1987) : voir Campylotropis brevifolia Ricker
- Campylotropis yunnanensis (Franch.) Schindl. (1912) 
  - Campylotropis yunnanensis subsp. filipes (Ricker) Iokawa & H.Ohashi (2002)
  - Campylotropis yunnanensis var. filipes (Ricker) P.Y.Fu (1987) : voir Campylotropis yunnanensis subsp. filipes (Ricker) Iokawa & H.Ohashi 
  - Campylotropis yunnanensis var. zhongdianensis P.Y. Fu (1987) : voir Campylotropis yunnanensis subsp. filipes (Ricker) Iokawa & H.Ohashi